# لورا ديرن
لورا ديرن (بالإنجليزية: Laura Dern)‏ ممثلة أمريكية من مواليد 10 فبراير 1967.

## الجوائز
- جائزة الأوسكار كأفضل ممثلة مساعدة عن دورها في فيلم «ماريدج ستوري».[4]

## وصلات خارجية
- لورا ديرن على موقع IMDb (الإنجليزية)
- لورا ديرن على موقع روتن توميتوز (الإنجليزية)
- لورا ديرن على موقع مونزينجر (الألمانية)
- لورا ديرن على موقع ألو سيني (الفرنسية)
- لورا ديرن على موقع ميوزك برينز (الإنجليزية)
- لورا ديرن على موقع تيرنر كلاسيك موفيز (الإنجليزية)
- لورا ديرن على موقع أول موفي (الإنجليزية)
- لورا ديرن على موقع قاعدة بيانات الأفلام السويدية (السويدية)
- لورا ديرن على موقع إن إن دي بي (الإنجليزية)
- لورا ديرن على موقع ديسكوغز (الإنجليزية)